# Morrow-Mercury Motor Car Company
Morrow-Mercury Motor Car Company war ein US-amerikanischer Hersteller von Automobilen.

## Unternehmensgeschichte
John B. Morrow und James R. Fouch schlossen sich 1911 in Los Angeles in Kalifornien zusammen. Einer hatte vorher eine mechanische Werkstätte betrieben, der andere ein Autohaus. Noch 1911 stellten sie drei Automobile her. Erst im März 1912 gründeten sie das Unternehmen und setzten die Produktion fort. Der Markenname lautete Moro. Bereits zwei Monate später, also im Mai 1912, verkaufte Morrow seine Anteile und verließ das Unternehmen. Damit endete die Produktion.
Fouch gründete umgehend die Perfex Company und 1914 Fouch.

## Fahrzeuge
Die Fahrzeuge hatten einen Vierzylindermotor. 85,725 mm Bohrung und 114,3 mm Hub ergaben 2639 cm³ Hubraum. Der Motor war mit 22 PS angegeben. Das Fahrgestell hatte 269 cm Radstand. Das Leergewicht war mit rund 816 kg angegeben. Der Neupreis betrug 1050 US-Dollar.
Der Perfex hatte einen etwas größeren Motor.